# Igreja de Deus Ministerial de Jesus Cristo Internacional
A Igreja de Deus Ministerial de Jesus Cristo Internacional (IDMJI) é uma associação cristã evangélica carismática internacional de Igrejas. Foi criada em 1972 pelo pregador evangélico Luis Eduardo Moreno, sua mãe María Jesús Moreno e sua esposa María Luisa Piraquive. A Igreja tem mais de 1000 salas de oração em mais de cinquenta países e territórios e visita 40 outras nações em todo o mundo. As principais transmissões da igreja (sermões) em seu canal no YouTube têm mais de 250 milhões de visualizações em espanhol e mais de 1.500.000 visualizações em inglês, e são simultaneamente interpretadas em 12 idiomas.
A líder da Igreja é a líder cristã colombiana María Luisa Piraquive, enquanto o atual Pregador Geral é Carlos Alberto Baena.

## História

### Antecedentes

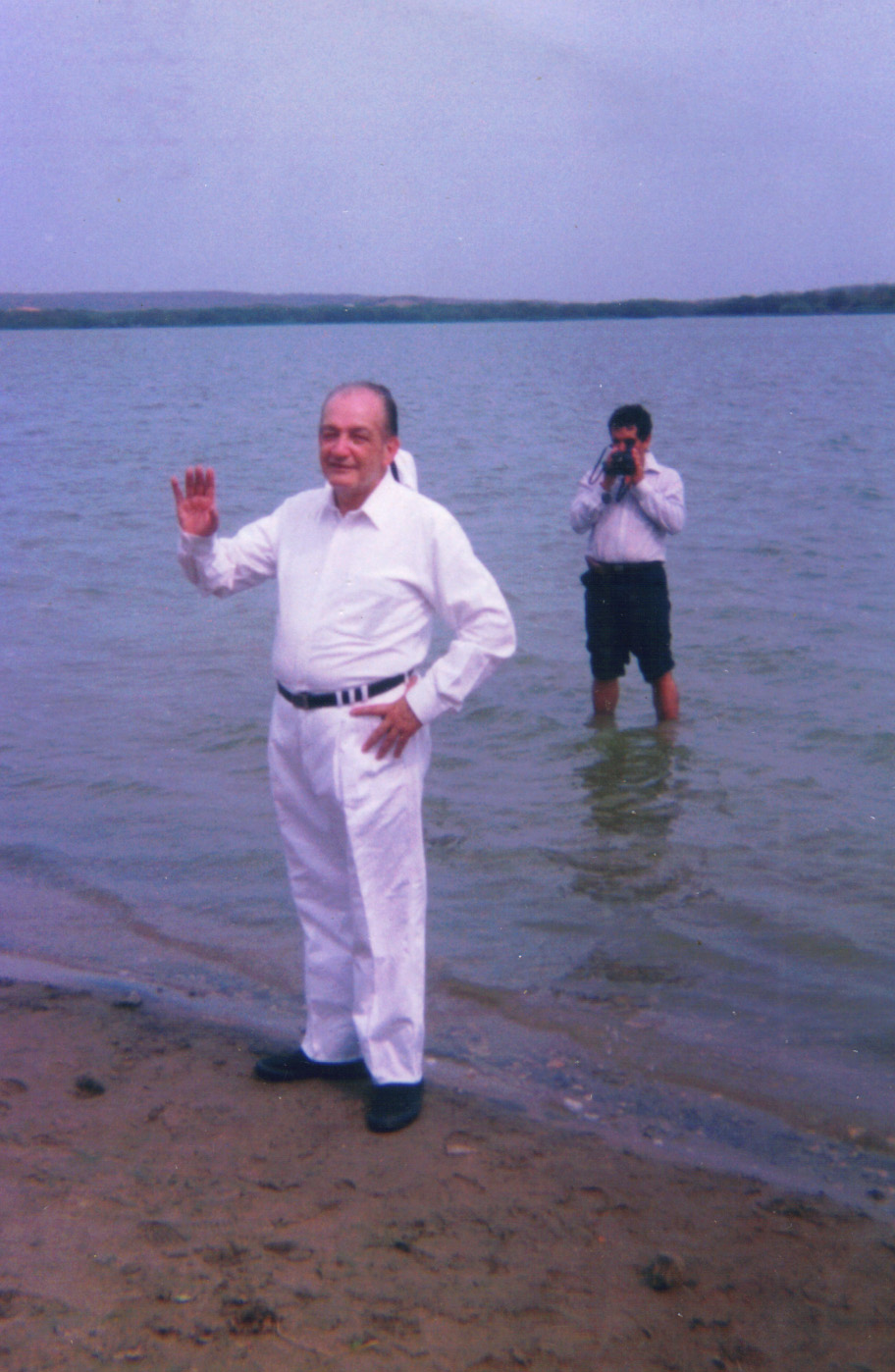
Luis Eduardo Moreno durante um batismo

As origens do Ministério Igreja de Deus de Jesus Cristo Internacional remontam à peregrinação de Luis Eduardo Moreno e sua mãe María Jesús Moreno por várias denominações cristãs, onde atuou como pregador. Depois de seu casamento em 1966, sua esposa María Luisa Piraquive juntou-se a eles.
Luís Eduardo teve divergências com os dirigentes das várias denominações evangélicas em que trabalhava, pelo fato de ter sido pressionado a dar resultados em termos de crescimento das igrejas a seu cargo.

### Início
Decepcionada com os desentendimentos permanentes com os líderes das denominações em que se congregavam, a família Moreno Piraquive decidiu não frequentar mais nenhuma igreja e, em vez disso, decidiu rezar em sua casa.
Em 1972, durante as orações de um pequeno grupo de quatro pessoas reunidas na casa da família Moreno Piraquive, eles vivenciaram a primeira profecia de Deus na Igreja do Ministério de Deus de Jesus Cristo. Em tal profecia, Deus deu-lhes as instruções sobre como dirigir a igreja.
Com o passar do tempo, a igreja se expandiu para outros departamentos da Colômbia. Atualmente, possui escritórios em mais de 300 municípios colombianos. 
Em 1997, a palavra Internacional foi acrescentada ao nome da Igreja, e em 2000 os líderes da Igreja criaram um partido político na Colômbia, chamado MIRA, cujo atual presidente é o senador colombiano Carlos Eduardo Guevara.

## Crenças
A associação tem uma confissão de fé carismática.
A característica mais importante da Igreja é a confiança no dom de profecia, no qual se diz que um instrumento humano é usado pelo Espírito Santo para falar. Esta prática lembra o dom de profecia da Igreja Cristã primitiva, mencionado por Paulo na Epístola aos Coríntios, por João em seu Evangelho e outros livros do Novo Testamento.
Ao contrário de outras associações pentecostais, as profecias raramente são gerais (ou seja, dadas ao público que comparece ao serviço), mas individuais, e referem-se ao passado, presente e futuro da pessoa que recebe a mensagem. Sua forma é de promessas específicas (de cura, felicidade, prosperidade econômica, experiências espirituais, casamento e assim por diante) que devem ser cumpridas por Deus por meio de Seu poder, bem como mandamentos sobre a vida do indivíduo, como uma "orientação para a vida" . Aqueles a quem as promessas foram cumpridas frequentemente dão testemunho delas em público nos serviços religiosos. 
O dom de profecia não é o único dom espiritual que se diz que aparece na Igreja. De importância central é o dom de línguas, que é o sinal de ser batizado pelo Espírito Santo, semelhante ao dia de Pentecostes do Novo Testamento. Existem também dons de cura, visões espirituais, interpretação de sonhos, expulsão de demônios e discernimento, entre outros. Os crentes são incentivados a pedir esses dons em oração, para que toda a congregação tenha uma experiência pessoal com Deus. Em uma sala de oração típica, poderia haver um profetizador para cada trinta crentes.

## Fundação Internacional Maria Luisa de Moreno
Além de suas atividades religiosas, a igreja oferece assistência social (por exemplo, por meio de programas educacionais e serviços de saúde) nos países em que está presente, principalmente na Colômbia. Um dos meios pelos quais a igreja realiza essas atividades é a Fundação Internacional Maria Luisa de Moreno,  uma instituição filantrópica fundada em 2000 sob os lemas "Ajudar em todos os níveis", "Arquitetos de corações" e atualmente "Ajudar é nosso trabalhar". Esta ONG é responsável pela distribuição de alimentos e pelas atividades relacionadas com os serviços educacionais e sociais. Também promove os direitos e o bem-estar das pessoas com deficiência física e mental.
A fundação opera em uma dezena de países, especialmente em países hispânicos.